# Première circonscription d'Eure-et-Loir
La première circonscription d'Eure-et-Loir est l'une des 4 circonscriptions électorales françaises que compte le département d'Eure-et-Loir (28) situé en région Centre-Val de Loire.

## Description géographique et démographique

### De 1958 à 1986
Le département était divisé en trois circonscriptions.
La première circonscription était composée de :
- canton d'Auneau
- canton de Chartres-Nord
- canton de Chartres-Sud
- canton de Janville
- canton d'Orgères-en-Beauce
- canton de Voves

(source : Journal Officiel du 13-14 octobre 1958).

### Depuis 1988
La première circonscription d'Eure-et-Loir est délimitée par le découpage électoral de la loi no 86-1197 du 24 novembre 1986
, elle regroupe les divisions administratives suivantes :
- Canton de Chartres-Nord-Est
- Canton de Chartres-Sud-Est
- Canton de Chartres-Sud-Ouest
- Canton de Maintenon
- Canton de Nogent-le-Roi.

D'après le recensement général de la population de 2019, réalisé par l'Institut national de la statistique et des études économiques (INSEE), la population totale de cette circonscription est estimée à 125 051 habitants,.

## Historique des députations
| Législature | Début de mandat | Fin de mandat   | Député                                                            | Parti politique       | Observations |
| ----------- | --------------- | --------------- | ----------------------------------------------------------------- | --------------------- | --- |
| IXe         | 23 juin 1988    | 1er avril 1993  | Georges Lemoine,                                                  | PS,                   | Première élection en 1978 |
| Xe          | 2 avril 1993    | 21 avril 1997   | Gérard Cornu,                                                     | RPR,                  | Mandat écourté à la suite d'une dissolution parlementaire décidée par Jacques Chirac. |
| XIe         | 12 juin 1997    | 18 juin 2002    | Georges Lemoine,                                                  | PS,                   | |
| XIIe        | 19 juin 2002    | 19 juin 2007    | Jean-Pierre Gorges,                                               | UMP,                  | |
| XIIIe       | 20 juin 2007    | 19 juin 2012    | Jean-Pierre Gorges puis Françoise Vallet puis Jean-Pierre Gorges, | UMP puis PS puis UMP, | Scrutin annulé par le Conseil constitutionnel le 29 novembre 2007. Élection partielle les 27 janvier et 3 février 2008 (élection de Mme Vallet). Scrutin annulé par le Conseil constitutionnel le 26 juin 2008. Élection partielle les 7 et 14 septembre 2008 (élection de M. Gorges) |
| XIVe        | 20 juin 2012    | 20 juin 2017    | Jean-Pierre Gorges                                                | UMP                   | |
| XVe         | 21 juin 2017    | 21 juin 2022    | Guillaume Kasbarian                                               | LREM                  | |
| XVIe        | 22 juin 2022    | 9 juin 2024     | Guillaume Kasbarian                                               | RE                    | Mandat écourté à la suite d'une dissolution parlementaire décidée par Emmanuel Macron. |
| XVIIe       | 8 juillet 2024  | 21 octobre 2024 | Guillaume Kasbarian                                               | RE                    | |
| XVIIe       | 22 octobre 2024 | en cours        | Isabelle Mesnard                                                  | Horizons              | |

## Historique des élections

### Élections de 1958
| Candidat       | Candidat             | Parti          | Premier tour | Premier tour | Second tour | Second tour |  |
| Candidat       | Candidat             | Parti          | Voix         | %            | Voix        | %           |  |
| -------------- | -------------------- | -------------- | ------------ | ------------ | ----------- | ----------- |  |
|                | Edmond Desouches élu | Radsoc         | 12 928       | 29,49        | 18 008      | 41,04       |  |
|                | Pierre July          | CNIP           | 11 772       | 26,85        | 13 700      | 31,23       |  |
|                | Jean Lelièvre        | UNR            | 8 544        | 19,49        | 6 901       | 15,73       |  |
|                | Marcel Chartrain     | PCF            | 6 455        | 14,73        | 5 265       | 12          |  |
|                | André Gagnon         | SFIO           | 2 417        | 5,51         | Retrait     | Retrait     |  |
|                | Raymond Mignan       | UFF            | 1 721        | 3,93         |             |             |  |
|                |                      |                |              |              |             |             |  |
| Inscrits       | Inscrits             | Inscrits       | 55 428       | 100,00       | 55 422      | 100,00      |  |
| Abstentions    | Abstentions          | Abstentions    | 10 398       | 18,76        | 10 855      | 19,59       |  |
| Votants        | Votants              | Votants        | 45 030       | 81,24        | 44 567      | 80,41       |  |
| Blancs et nuls | Blancs et nuls       | Blancs et nuls | 1 193        | 2,65         | 693         | 1,55        |  |
| Exprimés       | Exprimés             | Exprimés       | 43 837       | 97,35        | 43 874      | 98,45       |  |

Le suppléant d'Edmond Desouches était Roger Gommier, gérant du syndicat agricole, conseiller général, maire de Voves.

### Élections de 1962
| Candidat       | Candidat                       | Parti          | Premier tour | Premier tour | Second tour | Second tour |  |
| Candidat       | Candidat                       | Parti          | Voix         | %            | Voix        | %           |  |
| -------------- | ------------------------------ | -------------- | ------------ | ------------ | ----------- | ----------- |  |
|                | Edmond Desouches sortant réélu | Radsoc         | 16 360       | 43,56        | 23 274      | 59,02       |  |
|                | Jean Lelièvre                  | UNR-UDT        | 12 377       | 32,96        | 16 162      | 40,98       |  |
|                | Marcel Chartrain               | PCF            | 6 091        | 16,22        | Retrait     | Retrait     |  |
|                | René Foucart                   | PSU            | 2 726        | 7,26         | Retrait     | Retrait     |  |
|                |                                |                |              |              |             |             |  |
| Inscrits       | Inscrits                       | Inscrits       | 56 928       | 100,00       | 56 928      | 100,00      |  |
| Abstentions    | Abstentions                    | Abstentions    | 17 175       | 30,17        | 15 377      | 27,01       |  |
| Votants        | Votants                        | Votants        | 39 753       | 69,83        | 41 551      | 72,99       |  |
| Blancs et nuls | Blancs et nuls                 | Blancs et nuls | 2 199        | 5,53         | 2 115       | 5,09        |  |
| Exprimés       | Exprimés                       | Exprimés       | 37 554       | 94,47        | 39 436      | 94,91       |  |

Le suppléant d'Edmond Desouches était Roger Gommier.

### Élections de 1967
| Candidat       | Candidat                       | Parti          | Premier tour | Premier tour | Second tour | Second tour |  |
| Candidat       | Candidat                       | Parti          | Voix         | %            | Voix        | %           |  |
| -------------- | ------------------------------ | -------------- | ------------ | ------------ | ----------- | ----------- |  |
|                | Edmond Desouches sortant réélu | FGDS (Radical) | 20 040       | 41,2         | 28 946      | 60,56       |  |
|                | Claude Gerbet                  | RI             | 15 674       | 32,22        | 18 848      | 39,44       |  |
|                | André Essirard                 | PCF            | 6 316        | 12,98        | Retrait     | Retrait     |  |
|                | Sylvain Sopena                 | CD (PDM)       | 4 202        | 8,64         |             |             |  |
|                | René Foucart                   | PSU            | 2 413        | 4,96         |             |             |  |
|                |                                |                |              |              |             |             |  |
| Inscrits       | Inscrits                       | Inscrits       | 59 006       | 100,00       | 59 007      | 100,00      |  |
| Abstentions    | Abstentions                    | Abstentions    | 9 284        | 15,73        | 9 907       | 16,79       |  |
| Votants        | Votants                        | Votants        | 49 722       | 84,27        | 49 100      | 83,21       |  |
| Blancs et nuls | Blancs et nuls                 | Blancs et nuls | 1 077        | 2,17         | 1 306       | 2,66        |  |
| Exprimés       | Exprimés                       | Exprimés       | 48 645       | 97,83        | 47 794      | 97,34       |  |

Le suppléant d'Edmond Desouches était Michel Castaing, maire de Lèves.

### Élections de 1968
| Candidat       | Candidat                 | Parti          | Premier tour | Premier tour | Second tour | Second tour |  |
| Candidat       | Candidat                 | Parti          | Voix         | %            | Voix        | %           |  |
| -------------- | ------------------------ | -------------- | ------------ | ------------ | ----------- | ----------- |  |
|                | Edmond Desouches sortant | FGDS (Radical) | 14 829       | 30,6         | 23 458      | 48,77       |  |
|                | Claude Gerbet élu        | RI (URP)       | 10 604       | 21,88        | 24 644      | 51,23       |  |
|                | Jean Lelièvre            | UDR (URP)      | 8 938        | 18,44        | Retrait     | Retrait     |  |
|                | André Essirard           | PCF            | 5 529        | 11,41        |             |             |  |
|                | Jean Legué               | CD (PDM)       | 3 329        | 6,87         |             |             |  |
|                | Pierre July              | Modérés        | 2 173        | 4,48         |             |             |  |
|                | Pierre Mathet            | MPR            | 1 652        | 3,41         |             |             |  |
|                | Marcel Vasseur           | PSU            | 1 106        | 2,28         |             |             |  |
|                | Claude Cézard            | TD             | 306          | 0,63         |             |             |  |
|                |                          |                |              |              |             |             |  |
| Inscrits       | Inscrits                 | Inscrits       | 60 119       | 100,00       | 60 112      | 100,00      |  |
| Abstentions    | Abstentions              | Abstentions    | 10 975       | 18,26        | 11 107      | 18,48       |  |
| Votants        | Votants                  | Votants        | 49 144       | 81,74        | 49 005      | 81,52       |  |
| Blancs et nuls | Blancs et nuls           | Blancs et nuls | 678          | 1,38         | 903         | 1,84        |  |
| Exprimés       | Exprimés                 | Exprimés       | 48 466       | 98,62        | 48 102      | 98,16       |  |

Le suppléant de Claude Gerbet était le Docteur Bernier, chirurgien du Centre hospitalier de Chartres.

### Élections de 1973
| Candidat       | Candidat                    | Parti          | Premier tour | Premier tour | Second tour | Second tour |  |
| Candidat       | Candidat                    | Parti          | Voix         | %            | Voix        | %           |  |
| -------------- | --------------------------- | -------------- | ------------ | ------------ | ----------- | ----------- |  |
|                | Claude Gerbet sortant réélu | RI (URP)       | 20 419       | 37,5         | 24 059      | 43,18       |  |
|                | Michel Castaing             | Rad (MR)       | 13 491       | 24,78        | 10 295      | 18,48       |  |
|                | Georges Lemoine             | PS (UGSD)      | 9 840        | 18,07        | 21 359      | 38,34       |  |
|                | André Essirard              | PCF            | 8 495        | 15,6         | Retrait     | Retrait     |  |
|                | Lucien Lanchon              | LO             | 2 202        | 4,04         |             |             |  |
|                |                             |                |              |              |             |             |  |
| Inscrits       | Inscrits                    | Inscrits       | 66 448       | 100,00       | 66 447      | 100,00      |  |
| Abstentions    | Abstentions                 | Abstentions    | 10 419       | 15,68        | 9 791       | 14,74       |  |
| Votants        | Votants                     | Votants        | 56 029       | 84,32        | 56 656      | 85,26       |  |
| Blancs et nuls | Blancs et nuls              | Blancs et nuls | 1 582        | 2,82         | 943         | 1,66        |  |
| Exprimés       | Exprimés                    | Exprimés       | 54 447       | 97,18        | 55 713      | 98,34       |  |

Le suppléant de Claude Gerbet était Roger Quidet, médecin, maire d'Orgères-en-Beauce.

### Élections de 1978
| Candidat       | Candidat              | Parti          | Premier tour | Premier tour | Second tour | Second tour |  |
| Candidat       | Candidat              | Parti          | Voix         | %            | Voix        | %           |  |
| -------------- | --------------------- | -------------- | ------------ | ------------ | ----------- | ----------- |  |
|                | Claude Gerbet sortant | UDF (PR)       | 20 615       | 31,49        | 32 594      | 48,27       |  |
|                | Georges Lemoine élu   | PS             | 20 494       | 31,31        | 34 925      | 51,73       |  |
|                | André Essirard        | PCF            | 8 811        | 13,46        |             |             |  |
|                | Jean Lelièvre         | RPR            | 7 948        | 12,14        |             |             |  |
|                | Michel Castaing       | Rad            | 4 922        | 7,52         |             |             |  |
|                | Lucien Lanchon        | LO             | 1 585        | 2,42         |             |             |  |
|                | Pascal Rivais         | LCR            | 771          | 1,18         |             |             |  |
|                | D. Foucault           | FN             | 319          | 0,49         |             |             |  |
|                |                       |                |              |              |             |             |  |
| Inscrits       | Inscrits              | Inscrits       | 78 842       | 100,00       | 78 840      | 100,00      |  |
| Abstentions    | Abstentions           | Abstentions    | 11 687       | 14,82        | 9 789       | 12,42       |  |
| Votants        | Votants               | Votants        | 67 155       | 85,18        | 69 051      | 87,58       |  |
| Blancs et nuls | Blancs et nuls        | Blancs et nuls | 1 690        | 2,52         | 1 532       | 2,22        |  |
| Exprimés       | Exprimés              | Exprimés       | 65 465       | 97,48        | 67 519      | 97,78       |  |

Le suppléant de Georges Lemoine était Jean Gallet, agriculteur, maire d'Allonnes.

### Élections de 1981
| Candidat       | Candidat                      | Parti          | Premier tour | Premier tour | Second tour | Second tour |  |
| Candidat       | Candidat                      | Parti          | Voix         | %            | Voix        | %           |  |
| -------------- | ----------------------------- | -------------- | ------------ | ------------ | ----------- | ----------- |  |
|                | Georges Lemoine sortant réélu | PS             | 29 392       | 48,82        | 37 255      | 57,76       |  |
|                | Monique Pelletier             | UDF (PR)       | 18 714       | 31,09        | 27 242      | 42,24       |  |
|                | Claude Vandenbogaerde         | RPR (UNM)      | 6 494        | 10,79        |             |             |  |
|                | André Essirard                | PCF            | 4 265        | 7,08         |             |             |  |
|                | Alfred Charrier               | Divers droite  | 1 335        | 2,22         |             |             |  |
|                |                               |                |              |              |             |             |  |
| Inscrits       | Inscrits                      | Inscrits       | 82 498       | 100,00       | 82 495      | 100,00      |  |
| Abstentions    | Abstentions                   | Abstentions    | 21 455       | 26,01        | 16 992      | 20,6        |  |
| Votants        | Votants                       | Votants        | 61 043       | 73,99        | 65 503      | 79,4        |  |
| Blancs et nuls | Blancs et nuls                | Blancs et nuls | 843          | 1,38         | 1 006       | 1,54        |  |
| Exprimés       | Exprimés                      | Exprimés       | 60 200       | 98,62        | 64 497      | 98,46       |  |

Le suppléant de Georges Lemoine était Jean Gallet. Jean Gallet remplaça Georges Lemoine, nommé membre du gouvernement, du 25 juillet 1981 au 1er avril 1986.

### Élections de 1988
| Candidat       | Candidat                      | Parti          | Premier tour | Premier tour | Second tour | Second tour |  |
| Candidat       | Candidat                      | Parti          | Voix         | %            | Voix        | %           |  |
| -------------- | ----------------------------- | -------------- | ------------ | ------------ | ----------- | ----------- |  |
|                | Georges Lemoine sortant réélu | PS             | 20 769       | 47,45        | 25 474      | 54,21       |  |
|                | Alain Robert                  | RPR (URC)      | 12 122       | 27,69        | 21 521      | 45,79       |  |
|                | Michel Rousseau               | Divers droite  | 4 842        | 11,06        |             |             |  |
|                | Jean de Montangon             | FN             | 3 914        | 8,94         |             |             |  |
|                | André Essirard                | PCF            | 2 127        | 4,86         |             |             |  |
|                |                               |                |              |              |             |             |  |
| Inscrits       | Inscrits                      | Inscrits       | 67 914       | 100,00       | 67 266      | 100,00      |  |
| Abstentions    | Abstentions                   | Abstentions    | 23 432       | 34,5         | 19 316      | 28,72       |  |
| Votants        | Votants                       | Votants        | 44 482       | 65,5         | 47 950      | 71,28       |  |
| Blancs et nuls | Blancs et nuls                | Blancs et nuls | 708          | 1,59         | 955         | 1,99        |  |
| Exprimés       | Exprimés                      | Exprimés       | 43 774       | 98,41        | 46 995      | 98,01       |  |

Le suppléant de Georges Lemoine était Éric Brétillard, chef d'entreprise à Bailleau-Armenonville.

### Élections de 1993
| Candidat       | Candidat                | Parti                      | Premier tour | Premier tour | Second tour | Second tour |  |
| Candidat       | Candidat                | Parti                      | Voix         | %            | Voix        | %           |  |
| -------------- | ----------------------- | -------------------------- | ------------ | ------------ | ----------- | ----------- |  |
|                | Gérard Cornu élu        | RPR (UPF)                  | 18 944       | 38,81        | 26 668      | 54,34       |  |
|                | Georges Lemoine sortant | PS (ADFP)                  | 13 449       | 27,55        | 22 407      | 45,66       |  |
|                | Denis Daude             | FN                         | 6 778        | 13,88        |             |             |  |
|                | Gérard Laboureur        | Les Verts (EÉ)             | 3 561        | 7,29         |             |             |  |
|                | Dominique Padois        | PCF                        | 2 473        | 5,07         |             |             |  |
|                | Renée Campioni          | LT-LNÉ                     | 1 259        | 2,58         |             |             |  |
|                | Laurent Plomb           | Divers gauche (Maj. prés.) | 921          | 1,89         |             |             |  |
|                | Yves-Pierre Plassard    | Divers gauche (Maj. prés.) | 852          | 1,75         |             |             |  |
|                | Daniel Fuhrmann         | AP                         | 337          | 0,69         |             |             |  |
|                | Pierre Chautar          | Divers droite              | 242          | 0,5          |             |             |  |
|                |                         |                            |              |              |             |             |  |
| Inscrits       | Inscrits                | Inscrits                   | 72 523       | 100,00       | 72 521      | 100,00      |  |
| Abstentions    | Abstentions             | Abstentions                | 21 307       | 29,38        | 20 424      | 28,16       |  |
| Votants        | Votants                 | Votants                    | 51 216       | 70,62        | 52 097      | 71,84       |  |
| Blancs et nuls | Blancs et nuls          | Blancs et nuls             | 2 400        | 4,69         | 3 022       | 5,8         |  |
| Exprimés       | Exprimés                | Exprimés                   | 48 816       | 95,31        | 49 075      | 94,2        |  |

Le suppléant de Gérard Cornu était René Gallas, chef d'entreprise, conseiller général UDF du canton de Maintenon, maire d'Épernon.

### Élections de 1997
| Candidat       | Candidat             | Parti          | Premier tour | Premier tour | Second tour | Second tour |  |
| Candidat       | Candidat             | Parti          | Voix         | %            | Voix        | %           |  |
| -------------- | -------------------- | -------------- | ------------ | ------------ | ----------- | ----------- |  |
|                | Georges Lemoine élu  | PS             | 15 330       | 31,46        | 25 844      | 50,82       |  |
|                | Gérard Cornu sortant | RPR            | 14 932       | 30,64        | 25 007      | 49,18       |  |
|                | Thierry Le Nagat     | FN             | 7 990        | 16,4         |             |             |  |
|                | Dominique Padois     | PCF            | 2 649        | 5,44         |             |             |  |
|                | Claude Epineau       | Les Verts      | 2 125        | 4,36         |             |             |  |
|                | Jacques Leveillard   | LDI (MPF)      | 1 896        | 3,89         |             |             |  |
|                | Anne Godde           | LO             | 1 872        | 3,84         |             |             |  |
|                | Murielle Milkevitch  | GÉ             | 1 624        | 3,33         |             |             |  |
|                | Xavier Hatton        | Divers gauche  | 312          | 0,64         |             |             |  |
|                |                      |                |              |              |             |             |  |
| Inscrits       | Inscrits             | Inscrits       | 74 076       | 100,00       | 74 068      | 100,00      |  |
| Abstentions    | Abstentions          | Abstentions    | 23 159       | 31,26        | 20 184      | 27,25       |  |
| Votants        | Votants              | Votants        | 50 917       | 68,74        | 53 884      | 72,75       |  |
| Blancs et nuls | Blancs et nuls       | Blancs et nuls | 2 187        | 4,3          | 3 033       | 5,63        |  |
| Exprimés       | Exprimés             | Exprimés       | 48 730       | 95,7         | 50 851      | 94,37       |  |

La suppléante de Georges Lemoine était Catherine Pesnot, mère de famille, maire de Bleury.

### Élections de 2002
| Candidat       | Candidat                | Parti            | Premier tour | Premier tour | Second tour | Second tour |  |
| Candidat       | Candidat                | Parti            | Voix         | %            | Voix        | %           |  |
| -------------- | ----------------------- | ---------------- | ------------ | ------------ | ----------- | ----------- |  |
|                | Jean-Pierre Gorges élu  | UMP              | 15 546       | 30,81        | 25 196      | 54,31       |  |
|                | Georges Lemoine sortant | PS               | 14 918       | 29,56        | 21 201      | 45,69       |  |
|                | Éric Chevée             | UDF              | 7 413        | 14,69        |             |             |  |
|                | Jacqueline Peslerbe     | FN               | 6 175        | 12,24        |             |             |  |
|                | Mauricette Girard       | Les Verts        | 1 944        | 3,85         |             |             |  |
|                | Daniel Tonnellier       | CPNT             | 1 063        | 2,11         |             |             |  |
|                | Dominique Padois        | PCF              | 988          | 1,96         |             |             |  |
|                | Marie-Josée Aubert      | LO               | 694          | 1,38         |             |             |  |
|                | Mathieu Brétillard      | Pôle républicain | 687          | 1,36         |             |             |  |
|                | Stéphane Mourad         | LCR              | 646          | 1,28         |             |             |  |
|                | Martine Travaille       | Divers           | 333          | 0,66         |             |             |  |
|                | Patrick Pichot          | Divers           | 52           | 0,1          |             |             |  |
|                |                         |                  |              |              |             |             |  |
| Inscrits       | Inscrits                | Inscrits         | 78 945       | 100,00       | 78 947      | 100,00      |  |
| Abstentions    | Abstentions             | Abstentions      | 27 540       | 34,89        | 30 585      | 38,74       |  |
| Votants        | Votants                 | Votants          | 51 405       | 65,11        | 48 362      | 61,26       |  |
| Blancs et nuls | Blancs et nuls          | Blancs et nuls   | 946          | 1,84         | 1 965       | 4,06        |  |
| Exprimés       | Exprimés                | Exprimés         | 50 459       | 98,16        | 46 397      | 95,94       |  |

Le suppléant de Jean-Pierre Gorges était Christian Paul-Loubière, magistrat, de Jouy.

### Élections de 2007
| Candidat       | Candidat                         | Parti          | Premier tour | Premier tour | Second tour | Second tour |  |
| Candidat       | Candidat                         | Parti          | Voix         | %            | Voix        | %           |  |
| -------------- | -------------------------------- | -------------- | ------------ | ------------ | ----------- | ----------- |  |
|                | Jean-Pierre Gorges sortant réélu | UMP            | 20 596       | 40,73        | 23 556      | 50,06       |  |
|                | Françoise Vallet                 | PS             | 12 632       | 24,98        | 23 497      | 49,94       |  |
|                | Éric Chevée                      | UDF–MoDem      | 9 193        | 18,18        |             |             |  |
|                | Gabrielle Delvallée              | FN             | 2 657        | 5,25         |             |             |  |
|                | Claude Epineau                   | Les Verts      | 1 885        | 3,73         |             |             |  |
|                | Mathieu Dameron                  | LCR            | 1 251        | 2,47         |             |             |  |
|                | Lionel Geollot                   | PCF            | 989          | 1,96         |             |             |  |
|                | Kathy Garreyn                    | CPNT           | 775          | 1,53         |             |             |  |
|                | Marie-Josée Aubert               | LO             | 592          | 1,17         |             |             |  |
|                |                                  |                |              |              |             |             |  |
| Inscrits       | Inscrits                         | Inscrits       | 85 310       | 100,00       | 85 310      | 100,00      |  |
| Abstentions    | Abstentions                      | Abstentions    | 33 823       | 39,65        | 36 110      | 42,33       |  |
| Votants        | Votants                          | Votants        | 51 487       | 60,35        | 49 200      | 57,67       |  |
| Blancs et nuls | Blancs et nuls                   | Blancs et nuls | 917          | 1,78         | 2 147       | 4,36        |  |
| Exprimés       | Exprimés                         | Exprimés       | 50 570       | 98,22        | 47 053      | 95,64       |  |

Le 29 novembre 2007, le Conseil constitutionnel a annulé ce scrutin en estimant que Jean-Pierre Gorges avait effectué des manœuvres ayant entaché sa sincérité au regard du faible écart de voix (59). Gorges en tant que président de l'office public d'HLM de Chartres participa à dix-huit cérémonies d'inauguration de logements.
Le suppléant de Jean-Pierre Gorges était Christian Paul-Loubière, magistrat, de Jouy.

### Élections partielles de 2008

#### Élection partielle des 27 janvier et 3 février
| Candidat       | Candidat                   | Parti          | Premier tour | Premier tour | Second tour | Second tour |  |
| Candidat       | Candidat                   | Parti          | Voix         | %            | Voix        | %           |  |
| -------------- | -------------------------- | -------------- | ------------ | ------------ | ----------- | ----------- |  |
|                | Françoise Vallet élue      | PS             | 12 717       | 37,97        | 20 946      | 55,26       |  |
|                | Jean-Pierre Gorges sortant | UMP            | 6 790        | 36,28        | 16 958      | 44,74       |  |
|                | Éric Chevée                | MoDem          | 6 198        | 18,5         |             |             |  |
|                | Mathieu Colombier          | FN             | 1 399        | 4,18         |             |             |  |
|                | Raymond Odent              | PCF            | 1 030        | 3,08         |             |             |  |
|                |                            |                |              |              |             |             |  |
| Inscrits       | Inscrits                   | Inscrits       | 86 163       | 100,00       | 86 161      | 100,00      |  |
| Abstentions    | Abstentions                | Abstentions    | 51 974       | 60,32        | 46 658      | 54,15       |  |
| Votants        | Votants                    | Votants        | 34 189       | 39,68        | 39 503      | 45,85       |  |
| Blancs et nuls | Blancs et nuls             | Blancs et nuls | 695          | 2,03         | 1 599       | 4,05        |  |
| Exprimés       | Exprimés                   | Exprimés       | 33 494       | 97,97        | 37 904      | 95,95       |  |

Le 26 juin 2008 le Conseil constitutionnel constate que Françoise Vallet a « bénéficié d'avantages directs ou indirects d'une personne morale en contradiction avec les dispositions (…) de l'article L. 52-8 du code électoral » et rejette ses comptes de campagne. L'élection est annulée et Françoise Vallet est sanctionnée par un an d'inéligibilité.
Le suppléant de Françoise Vallet était David Lebon, de Chartres.

#### Élection partielle des 7 et 14 septembre
| Candidat       | Candidat               | Parti          | Premier tour | Premier tour | Second tour | Second tour |  |
| Candidat       | Candidat               | Parti          | Voix         | %            | Voix        | %           |  |
| -------------- | ---------------------- | -------------- | ------------ | ------------ | ----------- | ----------- |  |
|                | Jean-Pierre Gorges élu | UMP            | 11 546       | 47,76        | 13 885      | 50,94       |  |
|                | David Lebon            | PS             | 6 790        | 28,09        | 13 370      | 49,06       |  |
|                | Georges Lemoine        | diss. PS       | 3 507        | 14,51        |             |             |  |
|                | Jean-Pierre Schmitt    | FN             | 915          | 3,8          |             |             |  |
|                | Manuel Georget         | LCR            | 825          | 3,41         |             |             |  |
|                | Lionel Geollot         | PCF            | 590          | 2,44         |             |             |  |
|                | Nicole Mas             | Extrême gauche | 1            | 0            |             |             |  |
|                |                        |                |              |              |             |             |  |
| Inscrits       | Inscrits               | Inscrits       | 85 336       | 100,00       | 85 341      | 100,00      |  |
| Abstentions    | Abstentions            | Abstentions    | 60 288       | 70,65        | 57 086      | 66,89       |  |
| Votants        | Votants                | Votants        | 25 048       | 29,35        | 28 255      | 33,11       |  |
| Blancs et nuls | Blancs et nuls         | Blancs et nuls | 874          | 3,49         | 1 000       | 3,54        |  |
| Exprimés       | Exprimés               | Exprimés       | 24 174       | 96,51        | 27 255      | 96,46       |  |

Le suppléant de Jean-Pierre Gorges était Christian Paul-Loubière, magistrat, de Jouy.

### Élections de 2012
| Candidat       | Candidat                         | Parti          | Premier tour | Premier tour | Second tour | Second tour |  |
| Candidat       | Candidat                         | Parti          | Voix         | %            | Voix        | %           |  |
| -------------- | -------------------------------- | -------------- | ------------ | ------------ | ----------- | ----------- |  |
|                | Jean-Pierre Gorges sortant réélu | UMP            | 19 562       | 38,61        | 25 830      | 50,80       |  |
|                | David Lebon                      | PS (EÉLV, PRG) | 19 444       | 38,38        | 25 012      | 49,20       |  |
|                | Nathalie Grenier                 | RBM (FN)       | 7 283        | 14,37        |             |             |  |
|                | Ingrid Lescarbotte               | FG (PG) (PCF)  | 2 128        | 4,20         |             |             |  |
|                | Antoine Chassaing                | LFA (AÉI)      | 730          | 1,44         |             |             |  |
|                | Adrien Chevalier                 | UPF            | 582          | 1,15         |             |             |  |
|                | Adeline El Idressi               | DLR            | 428          | 0,84         |             |             |  |
|                | Marie-José Aubert                | LO             | 287          | 0,57         |             |             |  |
|                | Mélinée Treppoz                  | NPA            | 183          | 0,36         |             |             |  |
|                | Thibaut Brière-Saunier           | AR             | 39           | 0,08         |             |             |  |
|                |                                  |                |              |              |             |             |  |
| Inscrits       | Inscrits                         | Inscrits       | 87 301       | 100,00       | 87 301      | 100,00      |  |
| Abstentions    | Abstentions                      | Abstentions    | 35 865       | 41,08        | 34 969      | 40,06       |  |
| Votants        | Votants                          | Votants        | 51 436       | 58,92        | 52 332      | 59,94       |  |
| Blancs et nuls | Blancs et nuls                   | Blancs et nuls | 770          | 1,5          | 1 490       | 2,85        |  |
| Exprimés       | Exprimés                         | Exprimés       | 50 666       | 98,5         | 50 842      | 97,15       |  |

La suppléante de Jean-Pierre Gorges était Mireille Éloy, maire de Boutigny-Prouais.

### Élections de 2017
|                                                                             |                                                                                         |                           |                           |                          |                          |
|                                                                             |                                                                                         | Premier tour 11 juin 2017 | Premier tour 11 juin 2017 | Second tour 18 juin 2017 | Second tour 18 juin 2017 |
|                                                                             |                                                                                         |                           |                           |                          |                          |
|                                                                             |                                                                                         | Nombre                    | % des inscrits            | Nombre                   | % des inscrits           |
| Inscrits                                                                    | Inscrits                                                                                | 89 142                    | 100,00                    | 89 131                   | 100,00                   |
| Abstentions                                                                 | Abstentions                                                                             | 43 558                    | 48,86                     | 50 398                   | 56,54                    |
| Votants                                                                     | Votants                                                                                 | 45 584                    | 51,14                     | 38 733                   | 43,46                    |
|                                                                             |                                                                                         |                           | % des votants             |                          | % des votants            |
| Bulletins blancs                                                            | Bulletins blancs                                                                        | 673                       | 1,48                      | 3 022                    | 7,80                     |
| Bulletins nuls                                                              | Bulletins nuls                                                                          | 255                       | 0,56                      | 1 050                    | 2,71                     |
| Suffrages exprimés                                                          | Suffrages exprimés                                                                      | 44 656                    | 97,96                     | 34 661                   | 89,49                    |
|                                                                             |                                                                                         |                           |                           |                          |                          |
| Candidat Étiquette politique (partis et alliances)                          | Candidat Étiquette politique (partis et alliances)                                      | Voix                      | % des exprimés            | Voix                     | % des exprimés           |
|                                                                             |                                                                                         |                           |                           |                          |                          |
|                                                                             | Guillaume Kasbarian La République en marche !                                           | 16 577                    | 37,12                     | 19 127                   | 55,18                    |
|                                                                             | Franck Masselus Les Républicains                                                        | 9 892                     | 22,15                     | 15 534                   | 44,82                    |
|                                                                             | Sylvie Rouxel Front national                                                            | 5 688                     | 12,74                     |                          |                          |
|                                                                             | Julien Morainnes La France insoumise                                                    | 4 608                     | 10,32                     |                          |                          |
|                                                                             | Stéphane Cordier Parti socialiste (Parti radical de gauche - Europe Écologie Les Verts) | 2 921                     | 6,54                      |                          |                          |
|                                                                             | Michel Teilleux Divers droite                                                           | 1 258                     | 2,82                      |                          |                          |
|                                                                             | Hugues Villemade Parti communiste français                                              | 896                       | 2,01                      |                          |                          |
|                                                                             | Régine Lemoine Debout la France                                                         | 843                       | 1,89                      |                          |                          |
|                                                                             | Pierre Mazaheri Écologiste (Parti animaliste)                                           | 794                       | 1,78                      |                          |                          |
|                                                                             | Marie-José Aubert Lutte ouvrière                                                        | 352                       | 0,79                      |                          |                          |
|                                                                             | Clément Dumons Divers (Union populaire républicaine)                                    | 336                       | 0,75                      |                          |                          |
|                                                                             | Stéphanie Gaidou Extrême droite (Front libéré)                                          | 263                       | 0,59                      |                          |                          |
|                                                                             | Noé Common Divers (Allons enfants)                                                      | 145                       | 0,32                      |                          |                          |
|                                                                             | Thibaut Brière-Saunier Divers droite (Alliance royale)                                  | 83                        | 0,19                      |                          |                          |
|                                                                             | Valérie Caillol Divers droite                                                           | 0                         | 0,00                      |                          |                          |
| Source : Ministère de l'Intérieur - Première circonscription d'Eure-et-Loir |                                                                                         |                           |                           |                          |                          |

La suppléante de Guillaume Kasbarian était Véronique de Montchalin, professeure, de Champhol.

### Élections de 2022
|                                                    |                                                                                       |                           |                           |                          |                          |
|                                                    |                                                                                       | Premier tour 12 juin 2022 | Premier tour 12 juin 2022 | Second tour 19 juin 2022 | Second tour 19 juin 2022 |
|                                                    |                                                                                       |                           |                           |                          |                          |
|                                                    |                                                                                       | Nombre                    | % des inscrits            | Nombre                   | % des inscrits           |
| Inscrits                                           | Inscrits                                                                              | 91 214                    | 100                       | 91 232                   | 100                      |
| Abstentions                                        | Abstentions                                                                           | 46 225                    | 50,68                     | 48 865                   | 53,56                    |
| Votants                                            | Votants                                                                               | 44 989                    | 49,32                     | 42 367                   | 46,44                    |
|                                                    |                                                                                       |                           | % des votants             |                          | % des votants            |
| Bulletins blancs                                   | Bulletins blancs                                                                      | 561                       | 1,25                      | 2 628                    | 6,20                     |
| Bulletins nuls                                     | Bulletins nuls                                                                        | 248                       | 0,55                      | 958                      | 2,26                     |
| Suffrages exprimés                                 | Suffrages exprimés                                                                    | 44 180                    | 98,20                     | 38 781                   | 91,54                    |
|                                                    |                                                                                       |                           |                           |                          |                          |
| Candidat Étiquette politique (partis et alliances) | Candidat Étiquette politique (partis et alliances)                                    | Voix                      | % des exprimés            | Voix                     | % des exprimés           |
|                                                    |                                                                                       |                           |                           |                          |                          |
|                                                    | Guillaume Kasbarian* Ensemble !                                                       | 13 838                    | 31,32                     | 22 530                   | 58,10                    |
|                                                    | Quentin Guillemain Nouvelle Union populaire écologique et sociale Génération écologie | 10 087                    | 22,83                     | 16 251                   | 41,90                    |
|                                                    | David Delorme-Monsarrat Rassemblement national                                        | 8 270                     | 18,72                     |                          |                          |
|                                                    | Ladislas Vergne Les Républicains                                                      | 3 892                     | 8,81                      |                          |                          |
|                                                    | Karine Dorange Divers droite                                                          | 3 706                     | 8,39                      |                          |                          |
|                                                    | Cyril Hemardinquer Reconquête                                                         | 2 083                     | 4,71                      |                          |                          |
|                                                    | Pierre Mazaheri Écologistes                                                           | 1 040                     | 2,35                      |                          |                          |
|                                                    | Lucien Maillet Droite souverainiste                                                   | 707                       | 1,60                      |                          |                          |
|                                                    | Marie-José Aubert Lutte ouvrière                                                      | 557                       | 1,26                      |                          |                          |
| * Député sortant                                   |                                                                                       |                           |                           |                          |                          |

La suppléante de Guillaume Kasbarian était Véronique de Montchalin, professeure, de Champhol. Véronique de Montchalin remplaça Guillaume Kasbarian, nommé membre du gouvernement, du 9 mars au 9 juin 2024.

### Élections de 2024
| Candidat                 | Candidat                 | Parti et coalition       | Nuance                   | Premier tour | Premier tour | Second tour | Second tour |
| Candidat                 | Candidat                 | Parti et coalition       | Nuance                   | Voix         | %            | Voix        | %           |
| ------------------------ | ------------------------ | ------------------------ | ------------------------ | ------------ | ------------ | ----------- | ----------- |
|                          | Emma Minot               | RN                       | RN                       | 20 576       | 33,66        | 23 315      | 39,41       |
|                          | Guillaume Kasbarian      | RE (ENS)                 | ENS                      | 20 105       | 32,89        | 35 842      | 60,59       |
|                          | Jean-François Bridet     | LÉ (NFP)                 | UG                       | 14 705       | 24,05        | Retrait     | Retrait     |
|                          | Ladislas Vergne          | LR (UDC)                 | LR                       | 4 388        | 7,18         |             |             |
|                          | Pierre-Louis Delauney    | REC                      | REC                      | 698          | 1,14         |             |             |
|                          | Marie-José Aubert        | LO                       | EXG                      | 659          | 1,08         |             |             |
|                          |                          |                          |                          |              |              |             |             |
| Votes valides            | Votes valides            | Votes valides            | Votes valides            | 61 131       | 97,78        | 59 157      | 95,09       |
| Votes blancs             | Votes blancs             | Votes blancs             | Votes blancs             | 1 035        | 1,66         | 2 358       | 3,79        |
| Votes nuls               | Votes nuls               | Votes nuls               | Votes nuls               | 350          | 0,56         | 696         | 1,12        |
| Total                    | Total                    | Total                    | Total                    | 62 516       | 100          | 62 211      | 100         |
| Abstention               | Abstention               | Abstention               | Abstention               | 29 049       | 31,73        | 29 376      | 32,07       |
| Inscrits / participation | Inscrits / participation | Inscrits / participation | Inscrits / participation | 91 565       | 68,27        | 91 587      | 67,93       |

La suppléante de Guillaume Kasbarian est Isabelle Mesnard, membre d'Horizons, conseillère municipale de Chartres, vice-présidente de Chartres Métropole.

#### Département d'Eure-et-Loir
- La fiche de l'INSEE de cette circonscription : « Tableaux et Analyses de la première circonscription d'Eure-et-Loir », sur insee.fr, site de l'Institut national de la statistique et des études économiques (consulté le 10 juin 2007) [PDF]
- « Tous les députés du département d'Eure-et-Loir depuis 1789 » [archive du 30 septembre 2007], sur assemblee-nationale.fr, site de l'Assemblée nationale française (consulté le 10 juin 2007)
- « Informations contentieuses sur le département d'Eure-et-Loir (Élections législatives de 2002) »(Archive.org • Wikiwix • Archive.is • Google • Que faire ?), sur conseil-constitutionnel.fr, site du Conseil constitutionnel (consulté le 13 juin 2007)

#### Circonscriptions en France
- « Carte des circonscriptions législatives en France », sur assemblee-nationale.fr, site de l'Assemblée nationale française (consulté le 20 juin 2007)
- « Résultats électoraux officiels en France »(Archive.org • Wikiwix • Archive.is • Google • Que faire ?), sur interieur.gouv.fr, site du ministère de l'Intérieur (France) (consulté le 13 juin 2007)
- Description et Atlas des circonscriptions électorales de France sur « http://www.atlaspol.com »(Archive.org • Wikiwix • Archive.is • Google • Que faire ?), Atlaspol, site de cartographie géopolitique, consulté le 13 juin 2007.